# Liste der Biografien/Dua
Liste der Biografien |
Portal Biografien |
Personensuche
# |
A |
B |
C |
D |
E |
F |
G |
H |
I |
J |
K |
L |
M |
N |
O |
P |
Q |
R |
S |
T |
U |
V |
W |
X |
Y |
Z |
?
 
Da |
Db |
Dc |
Dd |
De |
Dg |
Dh |
Di |
Dj |
Dk |
Dl |
Dm |
Dn |
Do |
Dq |
Dr |
Ds |
Du |
Dv |
Dw |
Dy |
Dz
 
Dua |
Dub |
Duc |
Dud |
Due |
Duf |
Dug |
Duh |
Dui |
Duj |
Duk |
Dul |
Dum |
Dun |
Duo |
Dup |
Duq |
Dur |
Dus |
Dut |
Duu |
Duv |
Duw |
Dux |
Duy |
Duz
Die Liste der Biografien führt alle Personen auf, die in der deutschsprachigen Wikipedia einen Artikel haben. Dieses ist eine Teilliste mit 105 Einträgen von Personen, deren Namen mit den Buchstaben „Dua“ beginnt.

## Dua
- Dua, Vera (* 1952), belgische Politikerin

### Duae
- Duaenhor, altägyptischer Prinz
- Duaenre, altägyptischer Prinz

### Duah
- Duah, Jürgen (* 1985), deutsch-ghanaischer Fußballspieler
- Duah, Kwadwo (* 1997), Schweizer Fußballspieler
- Duah, Solomon (* 1993), finnisch-ghanaischer Fußballspieler

### Dual
- Duala-M'bedy, Léopold-Joseph Bonny, kamerunischer Politologe, Soziologe und Xenologe
- Dualde, Eduardo (1933–1989), spanischer Hockeyspieler
- Dualde, Joaquín (1932–2012), spanischer Hockeyspieler

### Duan
- Duan, Baoyan (* 1955), chinesischer Mechatronik-Ingenieur, Rektor der Universität für Elektrotechnik und Elektronik Xi’an
- Duan, Jingli (* 1989), chinesische Ruderin
- Duan, Matthias Yin-ming (1908–2001), chinesischer Geistlicher, römisch-katholischer Bischof von Wanzhou, China
- Duan, Qirui (1865–1936), chinesischer Politiker und General
- Duan, Yingmei (* 1969), chinesische Performancekünstlerin
- Duan, Yingying (* 1989), chinesische Tennisspielerin
- Duan, Yucai (1735–1815), chinesischer Linguist und Grammatologe
- Duan, Yuhang (* 2000), chinesischer Hochspringer
- Duane, Carl (1902–1984), US-amerikanischer Boxer im Superbantamgewicht
- Duane, Diane (* 1952), US-amerikanische Science-Fiction- und Phantastik-Schriftstellerin sowie Drehbuchautorin
- Duane, James (1733–1797), US-amerikanischer Jurist und Politiker
- Duane, James Chatham (1824–1897), US-amerikanischer Offizier, Brigadegeneral der US-Army
- Duane, William (1872–1935), US-amerikanischer Physiker
- Duane, William J. (1780–1865), US-amerikanischer Politiker und Finanzminister
- Duangnapa Sritala (* 1986), thailändische Fußballnationalspielerin
- Duani, Roni (* 1986), israelische Pop-Sängerin und Schauspielerin
- Duany, Andrés (* 1949), US-amerikanischer Architekt und Stadtplaner
- Duany, Andrés (* 1990), peruanischer Squashspieler
- Duany, Lorena (* 1992), peruanische Badmintonspielerin

### Duar
- Duarenus, Franciscus (1509–1559), französischer Rechtsgelehrter und Professor an der Universität von Bourges
- Duarte (* 1980), portugiesischer Sänger
- Duarte Brandão, Alípio (* 1992), brasilianischer Fußballspieler
- Duarte Brito, Ernesto (1922–1988), kubanischer Pianist, Komponist und Bandleader
- Duarte Cancino, Isaías (1939–2002), kolumbianischer Priester und Erzbischof
- Duarte Costa, Carlos (1888–1967), Bischof von Botucato und Gründer der Katholisch-Apostolischen Kirche Brasiliens
- Duarte e Silva, Eduardo (1852–1924), brasilianischer Geistlicher, römisch-katholischer Bischof von Uberaba
- Duarte e Silva, Leopoldo (1867–1938), brasilianischer Geistlicher, Erzbischof von São Paulo
- Duarte Figueroa, Emigdio (* 1968), mexikanischer Geistlicher, emeritierter Weihbischof in Culiacán
- Duarte Frutos, Nicanor (* 1956), paraguayischer Politiker und Jurist, Präsident (2003–2008)
- Duarte García de Cortázar, Gonzalo (* 1942), chilenischer Ordensgeistlicher, emeritierter römisch-katholischer Bischof von Valparaíso
- Duarte Guedes, Thaís (* 1993), brasilianische Fußballspielerin
- Duarte Junior, José Machado (1880–1945), portugiesischer Offizier und Kolonialverwalter
- Duarte Silva, Roberto (1837–1889), kap-verdischer Chemiker
- Duarte Vieira, José Manuel (1952–2013), portugiesischer Elektroingenieur, Manager und Behördenleiter
- Duarte, Afonso (1884–1958), portugiesischer Dichter
- Duarte, Aldina (* 1967), portugiesische Fado-Sängerin
- Duarte, Alexis (* 2000), paraguayischer Fußballspieler
- Duarte, Álvaro (* 1984), uruguayischer Fußballspieler
- Duarte, Andrei (* 1999), kolumbianischer Tennisspieler
- Duarte, Anhuar (* 2004), paraguayischer Leichtathlet
- Duarte, Anselmo (1920–2009), brasilianischer Schauspieler, Filmregisseur und Drehbuchautor
- Duarte, Antônio Augusto Dias (* 1948), brasilianischer römisch-katholischer Geistlicher, emeritierter Weihbischof in São Sebastião do Rio de Janeiro
- Duarte, Arthur (1895–1982), portugiesischer Schauspieler und Filmregisseur
- Duarte, Bela (1940–2023), kap-verdische Malerin
- Duarte, Carlos (1957–2003), venezolanischer Komponist und Pianist
- Duarte, Carlos Borromeu († 1945), Liurai von Alas
- Duarte, Carol (* 1991), brasilianische Schauspielerin
- Duarte, Cristina (* 1962), kapverdianische Politikerin, Managerin und UN-Beraterin
- Duarte, Daniel (* 1991), uruguayischer Fußballspieler
- Duarte, Diego (* 2002), paraguayischer Fußballspieler
- Duarte, Domingos (* 1995), portugiesischer Fußballspieler
- Duarte, Dulce Almada (1933–2019), kap-verdische Linguistin und Widerstandskämpferin
- Duarte, Edson (* 1965), brasilianischer Politiker
- Duarte, Enzo (* 2009), luxemburgisch-kapverdischer Fußballspieler
- Duarte, Fábio (* 1980), brasilianischer Fußballspieler
- Duarte, Fabio (* 1986), kolumbianischer Radrennfahrer
- Duarte, Felizberto Araújo (* 1978), osttimoresischer Unternehmer, Beamter und Präsidentschaftskandidat
- Duarte, Francisco (1862–1899), portugiesischer Kolonialsoldat
- Duarte, Germán (* 1990), uruguayischer Fußballspieler
- Duarte, Gilberto (* 1990), portugiesischer Handballspieler
- Duarte, John (* 1966), US-amerikanischer Politiker, Geschäftsmann, Landwirt und Pistazienanbauer
- Duarte, John W. (1919–2004), englischer Gitarrist, Komponist, Musikpädagoge und -kritiker
- Duarte, Jorge Barros (1912–1995), osttimoresischer Schriftsteller, Politiker und römisch-katholischer Geistlicher
- Duarte, José (1938–2023), portugiesischer Jazzpromoter, Journalist, Autor und Produzent
- Duarte, José Napoleón (1925–1990), salvadorianischer PolitikerJosé Napoleón Duarte (1925–1990)

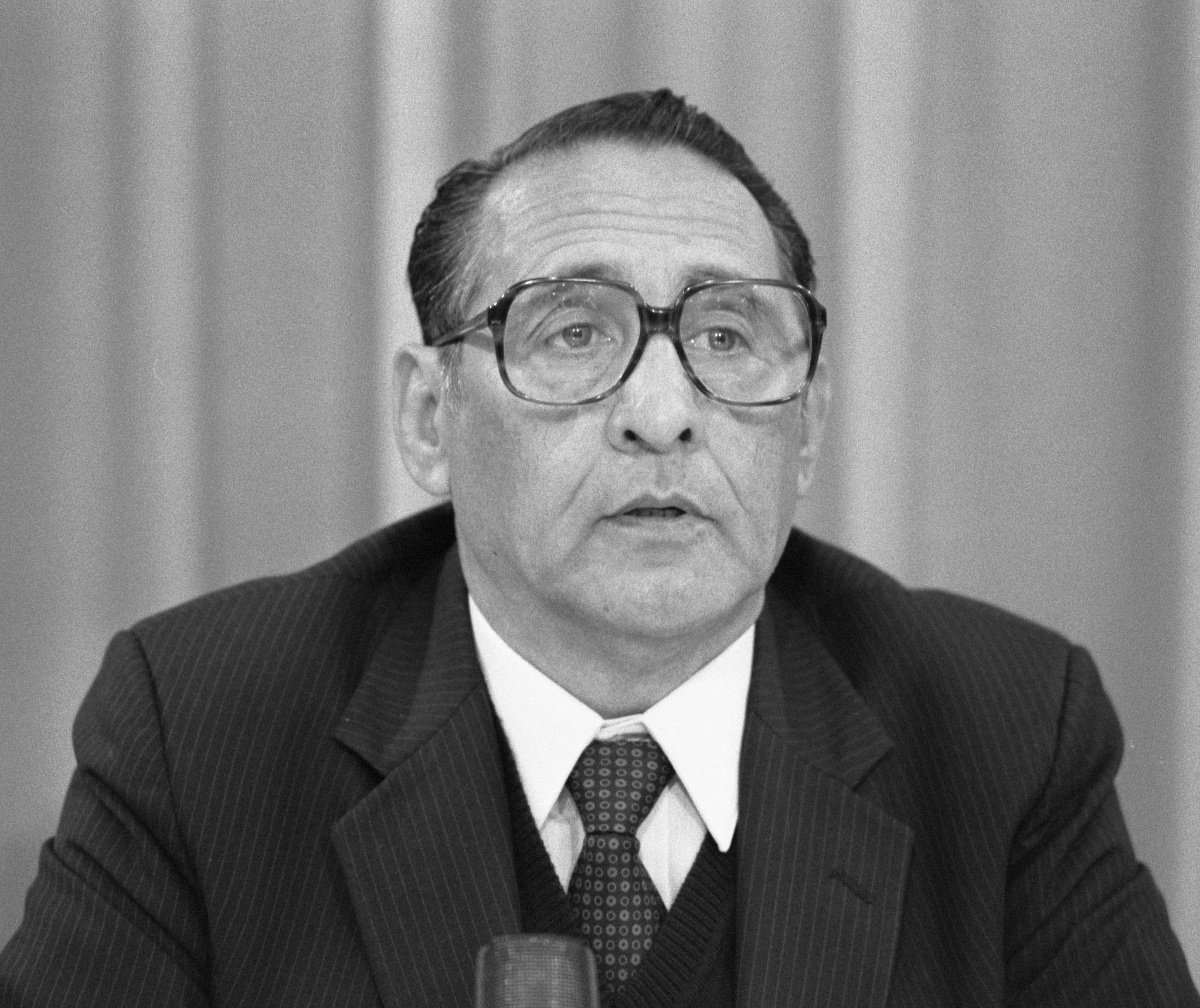
José Napoleón Duarte (1925–1990)

- Duarte, Juan (* 1994), uruguayischer Fußballspieler
- Duarte, Juan Pablo (1813–1876), Freiheitskämpfer in der spanischen Kolonie Hispaniola, der späteren Dominikanischen Republik
- Duarte, Léo (* 1996), brasilianischer Fußballspieler
- Duarte, Leonora, niederländisch-belgische Komponistin des Barock
- Duarte, Lerin (* 1990), niederländischer Fußballspieler
- Duarte, Luciano José Cabral (1925–2018), brasilianischer Geistlicher, römisch-katholischer Erzbischof von Aracajú
- Duarte, Manoel José (1858–1914), brasilianischer Politiker
- Duarte, Maria Adelina (1930–2022), portugiesische Schauspielerin, im Theater, Fernsehen und im Film
- Duarte, María de los Ángeles (* 1963), ecuadorianische Kabinettsministerin und Politikerin
- Duarte, Matías (* 1973), chilenischer Interfacedesigner und derzeitig Vizepräsident des Designs bei Google Inc
- Duarte, Matias Gouveia (1951–1999), osttimoresischer Krankenpfleger und Unabhängigkeitsaktivist
- Duarte, Mitchell (* 1991), uruguayischer Fußballspieler
- Duarte, Orlando (1932–2020), brasilianischer Sportkommentator und Sportjournalist
- Duarte, Óscar (* 1989), costa-ricanischer Fußballspieler
- Duarte, Paul (* 1995), amerikanischer E-Sportler
- Duarte, Paulo (* 1969), portugiesischer Fußballtrainer
- Duarte, Regina (* 1947), brasilianische Schauspielerin
- Duarte, Roberto (* 1941), brasilianischer Dirigent und Pianist
- Duarte, Rubén (* 1995), spanischer Fußballspieler
- Duarte, Rui Pinto (1911–1990), brasilianischer Moderner Fünfkämpfer
- Duarte, Rui Sandro de Carvalho (* 1980), portugiesischer Fußballspieler
- Duarte, Sebastião Lima (* 1964), brasilianischer Geistlicher, römisch-katholischer Bischof von Caxias do Maranhão
- Duarte, Sérgio Valle (* 1954), brasilianischer Multimediakünstler und Fotograf
- Duarte, Sophie (* 1981), französische Hindernis- und Langstreckenläuferin
- Duarte, Teófilo (1898–1958), portugiesischer Gouverneur von Portugiesisch-Timor
- Duarte, Thiago (* 1988), brasilianischer Bahn- und Straßenradrennfahrer
- Duarte, Thomas (* 1967), Schweizer Schriftsteller
- Duarte, Zita (1944–2000), portugiesische Film-, Theater- und Fernseh-Schauspielerin
- Duarthe, Marisleisys (* 2000), kubanische Speerwerferin

### Duat
- Duatentopet, Königin Ägyptens der 20. Dynastie
- Duato, Nacho (* 1957), spanischer Balletttänzer und Choreograph